# Роудс (колеж)
„Роудс“ (официално име на английски: Rhodes College) е частен американски колеж за свободни изкуства, намиращ се в Мемфис, щата Тенеси. Основан е през 1848 година. Предлага четиригодишни бакалавърски програми.
Студентското му тяло днес се състои от около 1700 души. Около една трета от студентите в „Роудс“ се записват в магистърски програми скоро след завършването. Близо 95% от възпитаниците на Роудс, които кандидатстват в правни и бизнес училища, биват приемани, а процентът на приеманите в медицински училища е двойно по-голям от средния за страната.

## История
Учебното заведение е основано през 1848 г. под името Масонски тенесийски университет в Кларксвил, Тенеси. През 1850 г. името се променя на Монтгомърски масонски университет, а по-късно отново е променено на колеж „Стюарт“ в чест на президента Уилям М. Стюарт.
Под управлението на Стюарт училището преминава от масонски в презвитериански ръце. През 1875 година към колежа е прибавено Теологично училище и той се преименува на Югозападен презвитериански университет (Саутуестърн Презбитериън Юнивърсити). Теологичното училище съществува до 1917 година.
През 1925 година президентът на колежа, Чарлс Дийл, го премества на днешното му място в Мемфис, Тенеси. По това време той съкращава името му само на Саутуестърн (Югозападен). През 1945 година колежът приема името Саутуестърн Ат Мемфис (Югозападен в Мемфис), за да се разграничи от другите учебни заведения, съдържащи Саутуестърн в името си.
Най-накрая, през 1984 година, колежът получава сегашното си име – „Роудс Колидж“, или колежа „Роудс“. То му е дадено в памет на бившия президент на колежа Пейтън Нал Роудс, който наследява Чарлс Дийл на този пост. Оттогава Роудс се превръща в образователна институция с висока позиция в националните класации на колежите за свободни изкуства. Д-р Джеймс Догдрил е президент на Роудс повече от четвърт век, преди да бъде сменен от сегашния президент, д-р Уилям Траут (1999-).

## Галерия
- Библиотека „Пол Барет“
- Кула на физиката
- „Бъроу хол“
- Амфитеатър „Фрейзиър Илке“
- Халибъртън Тауър
- Общежития „Роб, Уайт и Елет“